# 1834 au théâtre
| Années du théâtre : 1831 - 1832 - 1833 - 1834 - 1835 - 1836 - 1837    |
| Décennies du théâtre : 1800 - 1810 - 1820 - 1830 - 1840 - 1850 - 1860 |

## Pièces de théâtre publiées
- On ne badine pas avec l'amour, Fantasio et Lorenzaccio d'Alfred de Musset

## Pièces de théâtre représentées
- Zemsta (en français, La Vengeance), comédie populaire du dramaturge et poète polonais Aleksander Fredro, qui sera adaptée au cinéma par Andrzej Wajda en 2002.
- 15 mars : La Révolte des Modistes, vaudeville des Frères Cogniard et Monsieur Valory, au théâtre des Folies-Dramatiques
- 15 avril : Dupont, mon Ami, folie-vaudeville des Frères Cogniard et Paul de Cock, au théâtre de l'Ambigu-Comique

- 8 mai : Une Chanson, drame-vaudeville des Frères Cogniard et Monsieur Montigny, au théâtre de l'Ambigu-Comique
- 15 mai : L'Apprenti ou L'Art de faire une Maîtresse, comédie-vaudeville des Frères Cogniard, au théâtre des Folies-Dramatiques
- 22 août : Les Deux Borgnes, folie-vaudeville des Frères Cogniard, au théâtre du Palais-Royal
- 24 novembre : Le For-L'Evêque, vaudeville anecdotique des Frères Cogniard et Monsieur Rochefort, au théâtre National du Vaudeville
- 9 décembre : Au Rideau ! ou Les Singeries Dramatiques, revue des Frères Cogniard, au théâtre du Cirque Olympique

## Décès
- 4 février : Julie Candeille
- 23 février : François-Louis Riboutté, auteur dramatique français, né le 29 avril 1765.
- 16 septembre : Antoine-Vincent Arnault